# Ceroxilòidies
Ceroxyloideae és una subfamília dins la família de les palmeres (Arecaceae). Es troba principalment a Amèrica i amb un gènere a Austràlia, Madagascar i les Comores. Les fulles són pinnades. Els troncs (estípits) poden ser solitaris o en grups. Les flors unisexuals són lleugerament dimòrfiques, solitàries o en línies.